# Pothyne mindanaonis
Pothyne mindanaonis là một loài bọ cánh cứng trong họ Cerambycidae.